# Yohei Takasu
Yohei Takasu (高須 洋平 Takasu Yohei?, nacido el 6 de septiembre de 1981 en Saitama) es un exfutbolista japonés. Jugaba de centrocampista y su último club fue el Tonan Maebashi de Japón.

## Trayectoria

### Clubes
| Club           | País  | Año         |
| -------------- | ----- | ----------- |
| Mito HollyHock | Japón | 2000 - 2001 |
| Thespa Kusatsu | Japón | 2002 - 2005 |
| Arte Takasaki  | Japón | 2006 - 2007 |
| Tonan Maebashi | Japón | 2008 - 2009 |